# Suspension (mathématiques)
Pour les articles homonymes, voir Suspension.

Suspension d'un cercle. L'espace d'origine est en bleu et les deux points d'écrasement en vert.

En mathématiques, la suspension est une construction topologique définie par écrasement des extrémités d'un cylindre. Elle permet notamment de définir les sphères Sn par récurrence.
Si l'espace topologique est pointé, sa suspension réduite est le quotient de la suspension par le cylindre sur le point de base, c'est un espace pointé avec un point base canonique.
La suspension est un foncteur de la catégorie des espaces topologiques (pointés ou non) dans elle-même. Le théorème de Freudenthal montre que les groupes d'homotopie d'un espace s'identifient à ceux de sa suspension, à un décalage d'un degré près et en dessous du double de la connexité de l'espace. La suspension permet alors de définir la stabilisation d'un espace par son spectre (en) associé.
En dynamique, la suspension est un procédé (similaire en un certain sens à la suspension topologique) permettant de construire un système continu à partir d'un système discret.

## Suspension libre

### Définition
La suspension SX d'un espace topologique X, parfois dite « non réduite » ou « libre », par opposition à la suspension réduite décrite ci-dessous, est l'espace quotient
du produit de X par l'intervalle unité I = [0, 1].
Intuitivement, on forme un cylindre de base X et on réduit chacune des deux extrémités du cylindre à un point. On peut aussi voir SX comme deux exemplaires du cône CX de X, recollés le long de leur base. C'est aussi, en tant que cône d'une application constante de X sur un point, un quotient d'un seul exemplaire de CX. C'est également le joint de X et de l'espace discret S0 à deux éléments.
À toute application continue f : X → Y, on associe l'application Sf : SX → SY définie par Sf([x, t]) = [f(x), t], ce qui fait de S un foncteur.

### Propriétés
Grossièrement, le foncteur S augmente de 1 la dimension de l'espace : il envoie la n-sphère sur la (n + 1)-sphère, pour tout entier naturel n.
Il décale de 1 les groupes d'homologie et d'homologie réduite (en) :
Si X est un CW-complexe, alors SX aussi. Si deux espaces ont même type d'homotopie, leurs suspensions aussi.
La suspension peut être utilisée pour construire un morphisme entre groupes d'homotopie, auquel s'applique le théorème de suspension de Freudenthal. En théorie de l'homotopie, les phénomènes préservés par suspension, en un sens approprié, conduisent à la théorie de l'homotopie stable.

## Suspension réduite

### Définition
La suspension réduite d'un espace pointé (X, x0) est
ce qui revient à quotienter SX en écrasant tout le segment {x0} × I sur un seul point, qui devient le point base de ΣX.

### Propriétés
La suspension réduite de X est homéomorphe au smash-produit de X par le cercle unité S1 :
d'où, en itérant :
Pour des espaces convenables, comme les CW-complexes, la suspension réduite est homotopiquement équivalente à la suspension libre.
Σ est un foncteur de la catégorie des espaces pointés dans elle-même. Il est adjoint à gauche du foncteur espace des lacets Ω, c'est-à-dire qu'on a un isomorphisme naturel :
En particulier,
Dans la catégorie des espaces non pointés, le foncteur espace des lacets libres (en) n'est pas adjoint à droite de la suspension libre mais simplement du produit par S1.